# Vinodentro
Vinodentro è un film del 2014 diretto da Ferdinando Vicentini Orgnani.

## Trama
La vita di Giovanni Cuttin cambia radicalmente in seguito alla degustazione del Marzemino. Quel vino trasforma completamente Giovanni, un tempo timido impiegato di banca e marito fedele, nel più grande esperto sommelier italiano. Come predetto dall'enigmatico professore – il primo a convincerlo ad assaggiare il vino – anche la sua carriera professionale subisce una impennata, e lo stesso succede per le sue relazioni amorose. Tutto sembra procedere a gonfie vele, sino a quando viene accusato dell'omicidio di sua moglie Adele e messo sotto torchio dal commissario Sanfelice.

## Produzione
Il film, liberamente ispirato al romanzo di Fabio Marcotto Vino dentro, è stato prodotto da Alba Produzioni e da Moodyproduction, casa di produzione di Evelina Manna, che si impegna nella realizzazione di progetti legati al mondo della cultura, della musica e dell'arte.

## Distribuzione
Vinodentro è stato presentato in anteprima al Noir in Festival di Courmayeur, ed è quindi uscito nelle sale italiane l'11 settembre 2014, distribuito da Nomad Film Distribution, società fondata da Lydia Genchi nel 2010.